# 정재호 (1990년)
정재호(1990년 8월 11일 ~ )는 대한민국의 방송인이다.

## 방송
- 하트시그널 시즌2 (2018)
- 박씨네 미장원 (2019)
- 탐나는 그녀들의 사생활 (2019)
- 여름아 부탁해 (2020) - 윤슬호 역
- 프렌즈 (2021)
- 검은 양 게임 (2022)
- 핱친자들 (2023)
- 오빠시대 (2023) - Top58
- 더 인플루언서 (2024) - 34위

## 음반
- 겨울꿈 (2019)
- 연애의 참견 시즌3 OST - Part.18 (2020)
- 연애의 참견 시즌3 OST (2020)